# Hans Eppinger
Hans Eppinger Jr. (ur. 5 stycznia 1879 w Pradze, zm. 25 września 1946 w Wiedniu) – austriacki lekarz, w niemieckim obozie w Dachau zwany Doktor Śmierć.

## Życiorys
Hans Eppinger urodził się w Pradze jako syn lekarza patologa Hansa Eppingera starszego (1846–1916). Uczył się w Grazu i Strasburgu. W 1903 ukończył studia medyczne w Grazu, i podjął pracę w klinice. W 1908 przeniósł się do Wiednia i w 1909 został specjalistą chorób wewnętrznych. W 1918 został profesorem medycyny; od 1926 pracował we Fryburgu Bryzgowijskim i od 1930 w Kolonii.
W 1936 pojechał do Moskwy, gdzie konsultował Józefa Stalina. Rok później poproszono go o pomoc w leczeniu królowej Marii Koburg.
Podczas II wojny światowej Eppinger razem z Wilhelmem Beigelbockiem przeprowadzał zbrodnicze eksperymenty na grupie dziewięćdziesięciu cygańskich więźniów KL Dachau, między innymi pojąc ich wyłącznie słoną wodą i obserwując objawy odwodnienia. Po wojnie – na miesiąc przed wyznaczonym terminem rozprawy, podczas której miał być sądzony, popełnił samobójstwo, podobno przez zażycie trucizny.

### Wybrane prace
- Eppinger H, Hess L. Vagotonie. Klinische Studie. Berlin: Hirschwald, 1910 (Sammlung klinischer Abhandlungen über Pathologie und Therapie der Stoffwechsel- und Ernährungsstörungen. H. 9/10)
- Die hepato-lienalen Erkrankungen. (Pathologie der Wechselbeziehungen zwischen Milz, Leber und Knochenmark). Enth.: Ranzi, Egon: Die Operationen an der Milz bei den hepato-linealen Erkrankungen. Berlin: Springer, 1920
- Über das Asthma cardiale. Versuch zu einer peripheren Kreislaufpathologie. Berlin: Springer, 1924
- Die Krankheiten der Leber mit Einschluß der hepatolienalen Affektionen. Leipzig: Thieme, 1926
- Das Versagen des Kreislaufes. Dynamische und energetische Ursachen. Berlin: Springer, 1927
- Die seröse Entzündung. Wien: Springer, 1935
- Die Leberkrankheiten. Allgemeine u. spezielle Pathologie u. Therapie der Leber. Wien: Springer, 1937
- Die Permeabilitätspathologie als die Lehre vom Krankheitsbeginn. Wien: Springer, 1949